# Espiner front-roig
L'espiner front-roig (Phacellodomus rufifrons) és una espècie d'ocell de la família dels furnàrids (Furnariidae).
Viu en zones àrides, amb matolls o cactus, a les terres baixes del nord-est Perú, nord, est i sud-est de Bolívia, nord-oest de l'Argentina, Paraguai i Brasil oriental i meridional.